# Deutsche Gesellschaft für Koloproktologie
Die Deutsche Gesellschaft für Koloproktologie e.V. (DGK) ist eine wissenschaftliche Fachgesellschaft.
Der Vereinszweck ist die Förderung von Wissenschaft und Forschung und die Berufsbildung im Bereich der Koloproktologie. Dies soll z. B. durch regelmäßige wissenschaftliche Veranstaltungen und Kongresse, Förderung der Weiterbildung in der Koloproktologie und durch Unterstützung des wissenschaftlichen Nachwuchses, z. B. durch die Vergabe von Stipendien erreicht werden.
Der Verein vergibt seit 2003 den Jens J. Kirsch-Preis für herausragende Forschung auf dem Gebiet der Koloproktologie und seit 2004 den Poster-Preis für die beste Posterpräsentation auf dem Gebiet der Koloproktologie im Rahmen des seit 1997 jährlich in München stattfindenden Deutschen Koloproktologen-Kongresses. Dieser ist nach eigenen Angaben „[d]ie jährlich größte wissenschaftliche Veranstaltung auf dem Gebiet der Koloproktologie […]“. Der 44. Deutsche Koloproktologen-Kongress vom  15.–17. März 2018 zählte rund 1.300 Besucher.
Sitz des Vereins und der Geschäftsstelle in Freiburg im Breisgau. 2018 hatte die DGK nach eigenen Angaben 770 Mitglieder.
Die AWMF nahm die DGK 2001 als Mitglied auf.
Der Verein ist Mitglied in der Arbeitsgemeinschaft der Wissenschaftlichen Medizinischen Fachgesellschaften.

## Vorstand
2017 wurde auf der Mitgliederversammlung eine Satzungsänderung beschlossen. Der Vorstand besteht nun aus 5 Personen: Präsident, 1. Vizepräsident, 2. Vizepräsident, Generalsekretär und Schatzmeister.
- Präsident: Martin E. Kreis
- 1. Vizepräsident: Stefan Post
- 2. Vizepräsident: Reinhard Ruppert
- Generalsekretär: Alexander Herold
- Schatzmeister: Thomas Schiedeck

## Publikationsorgan „coloproctology“
Das offizielle Publikationsorgan ist die sechsmal jährlich erscheinende Zeitschrift coloproctology. Die Zeitschrift ist das offizielle Verbandsorgan der DGK, des Berufsverbandes der Coloproktologen Deutschlands (BCD), der Arbeitsgemeinschaft für Coloproctologie (ACP), der Österreichischen Gesellschaft für Chirurgie, der Schweizerischen Arbeitsgruppe für Koloproktologie (SAKP) und der Deutschen Gesellschaft für Neurogastroenterologie und Motilität.

## „Manual der Koloproktologie“
Im September 2019 veröffentlichte die DGK mit dem zweibändigen Manual der Koloproktologie nach eigenen Angaben „[...] als eine der ersten medizinischen Fachgesellschaften das Standardwerk ihres Fachgebiets unter den Bedingungen des Open Access  und füllt damit den modernen Gedanken der freien Verfügbarkeit von Wissen und Weiterbildung mit Leben.“ Ziel sei es „[...] allen Vertretern aus den verschiedenen Fachbereichen der Medizin, die sich für Koloproktologie interessieren, eine Grundlage zu bieten, ihr Wissen zu intensivieren.“
Nach Angaben des Verlags bietet Band 1 „[...] aktuelles und praxisorientiertes Wissen zu den Grundlagen, Hämorrhoidalleiden, Analfissur,  [...], sowie [zu] spezielle[n] Sondersituationen wie Schwangerschaft, Kinder-Proktologie, [...] und Gynäkologie in der Koloproktologie.“ Band 2 biete zusätzlich „[...] Wissen zu Rektumprolaps, Divertikelerkrankung, [...], Colitis ulcerosa, Morbus Crohn, [...], [diversen Karzinomen], [...] und abdominelle [sic] Fisteln.“